# レーノラ
レーノラ（伊: Lenola）は、イタリア共和国ラツィオ州ラティーナ県にある、人口約4,100人の基礎自治体（コムーネ）。

## 地理

### 位置・広がり

#### 隣接コムーネ
隣接するコムーネは以下の通り。括弧内のFRはフロジノーネ県所属を示す。
- カンポディメーレ
- カストロ・デイ・ヴォルシ (FR)
- フォンディ
- パステナ (FR)
- ピーコ (FR)
- ヴァッレコルサ (FR)

### 気候分類・地震分類
レーノラにおけるイタリアの気候分類 (it) および度日は、zona D, 1856 GGである。
また、イタリアの地震リスク階級 (it) では、zona 3A (sismicità bassa) に分類される。

## 行政

### 分離集落
レーノラには、以下の分離集落（フラツィオーネ）がある。
- Ambrifi, Camposerianni, Madonna del Latte, Carduso, Liverani, Passignano, Vallebernardo

## 姉妹都市
- グロッテ、イタリア
- モンドラゴン、フランス
- Marmolejo、スペイン
- ミュールタール、ドイツ - 2022年